# Nicrophorus interruptus
Nicrophorus interruptus es una especie de escarabajo enterrador del género Nicrophorus, categorizada en la tribu Nicrophorini, de la subfamilia Nicrophorinae. Fue descrita por Stephens en 1830.

## Distribución
Se distribuye por África: Argelia y Europa: Córcega, Chequia (Bohemia, Moravia), Francia, Italia y Eslovaquia.